# Willy Vekemans
Willy Vekemans (Putte, 28 aprile 1945) è un ciclista su strada belga, professionista dal 1967 al 1972, vinse Omloop Het Volk e Gand-Wevelgem.

## Palmarès
- 1967 (Goldor-Gerka, una vittoria)

Omloop Het Volk
- 1968 (Goldor-Gerka-Main d'Or, due vittorie)

4ª tappa Giro del Belgio
Gran Premio del Canton Argovia
- 1969 (Goldor-Hertekamp-Gerka, quattro vittorie)

Gand-Wevelgem
4ª tappa Giro del Belgio
Ronde van Limburg
Hoeilaart-Diest-Hoeilaart
- 1970 (Hertekamp-Magniflex, due vittorie)

Circuit de la côte ouest
2ª tappa Tirreno-Adriatico

## Piazzamenti

### Classiche monumento
- Milano-Sanremo

1970: 72º
- Parigi-Roubaix

1969: 3º